# Erin Brockovich, seule contre tous
Pour plus de détails, voir Fiche technique et Distribution.
Erin Brockovich, seule contre tous (Erin Brockovich) est un film de procès américain réalisé par Steven Soderbergh et sorti en 2000. Il est tiré d'un fait réel relatant une affaire de pollution des eaux potables à Hinkley (en) en Californie. Julia Roberts y incarne Erin Brockovich, qui fait d'ailleurs une courte apparition dans le film.

## Synopsis
Erin Brockovich élève seule ses trois enfants, et étant au chômage, elle cherche désespérément du travail. Victime d'un accident de la circulation, elle contacte un cabinet d'avocat dirigé par Edward L. Masry (en) pour la représenter. Celui-ci est persuadé de faire condamner le chauffard, mais contre toute attente, elle perd le procès. Erin fait pression sur Masry pour qu'il l'embauche ; il accepte mais la relègue aux archives.
Elle va découvrir, dans un dossier mineur, qu'une société de distribution d'énergie, la Pacific Gas and Electric Company (PG&E), filiale d'une grosse société, rachète une à une les maisons d'une petite ville californienne de Hinkley dans le désert des Mojaves. Là-bas, de nombreux habitants souffrent d'importants problèmes de santé, tels que des cancers. Enquêtant sur place, elle parvient à montrer que ces maladies graves sont causées par l'eau potable contenant des rejets toxiques, notamment du chrome hexavalent (ou chrome VI), issus de l'eau de refroidissement de l'usine.
Seule au début, elle mène le combat, rassemble des preuves, motive un à un les habitants, convainc son patron de l'ampleur de l'affaire, pour obtenir enfin un dédommagement important pour chacune des victimes de la part de la société fautive.

## Fiche technique
Sauf indication contraire, les informations mentionnées dans cette section peuvent être confirmées par la base de données cinématographiques IMDb,  présente dans la section « Liens externes ».

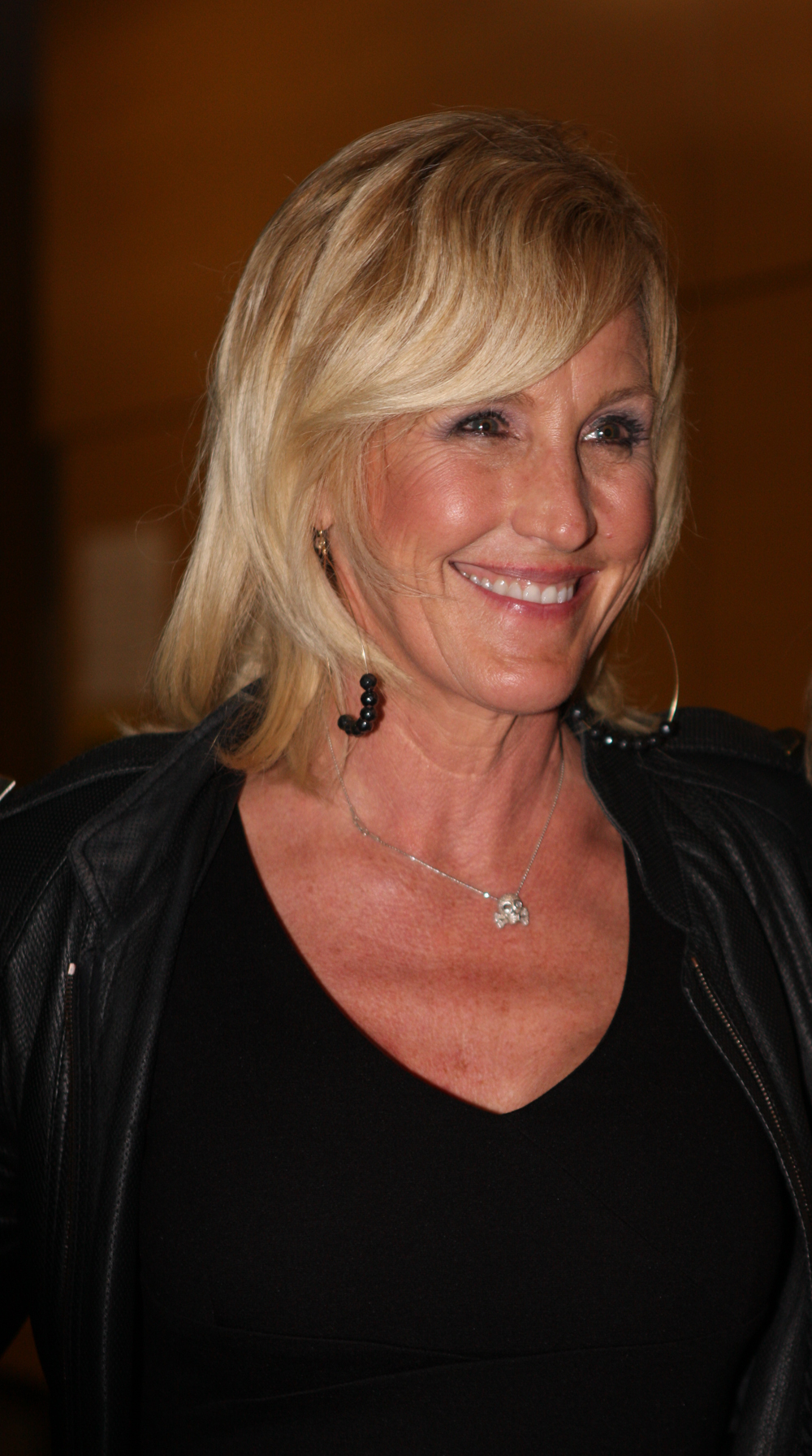
Erin Brockovich, en 2012.

- Titre français : Erin Brockovich, seule contre tous
- Titre original : Erin Brockovich
- Réalisation : Steven Soderbergh
- Scénario : Susannah Grant, avec la participation non créditée de Richard LaGravenese[1]
- Musique : Thomas Newman
- Photographie : Edward Lachman
- Montage : Anne V. Coates
- Décors : Philip Messina
- Direction artistique : Christa Munro
- Production : Danny DeVito, Michael Shamberg, Stacey Sher
  - Producteurs délégués : John Hardy, Carla Santos Shamberg
  - Coproductrice : Gail Lyon
- Société de production : Universal Pictures, Columbia Pictures et Jersey Films
- Sociétés de distribution : Universal Pictures Canada
- Pays de production :  États-Unis
- Budget : 52 millions de dollars[2]
- Genre : comédie dramatique et biographique
- Durée : 131 minutes
- Dates de sortie[3] :
  - États-Unis : 17 mars 2000
  - France : 26 avril 2000

## Distribution
- Julia Roberts (VF : Céline Monsarrat ; VQ : Claudie Verdant) : Erin Brockovich
- Albert Finney (VF : Georges Claisse ; VQ : Yves Massicotte) : Edward « Ed » Masry (en)
- Aaron Eckhart (VF : Joël Zaffarano ; VQ : Daniel Picard) : George
- Peter Coyote (VF : Samuel Labarthe ; VQ : Jacques Lavallée) : Kurt Potter
- Conchata Ferrell (VF : Élisabeth Margoni ; VQ : Johanne Léveillé) : Brenda
- Marg Helgenberger : Donna Jensen
- Cherry Jones : Pamela Duncan
- Pat Skipper (VF : Guillaume Orsat) : l'avocat de la défense
- Scotty Leavenworth : Matthew Brockovich
- Gemmenne de la Peña : Katie Brockovich
- Jamie Harrold : Scott
- Randy Lowell (VF : Denis Boileau) : Brian Frankel
- Meredith Zinner (VF : Ninou Fratellini) : Mandy Robinson
- Joe Chrest (VF : Gérard Darier) : Tom Robinson
- LeRoy A. Simmons (VF : Robert Party) : le Juge LeRoy A. Simmons
- Veanne Cox (VF : Julie Dumas ; VQ : Anne Bédard) : Theresa Dallavale
- Tracey Walter (VF : Yves Beneyton ; VQ : Hubert Fielden) : Charles Embry
- Michael Harney (VF : Antoine Tomé) : Pete Jensen
- Gina Gallego : Mme Sanchez
- T.J. Thyne : David Foil
- Valente Rodriguez (en) : Donald
- Adilah Barnes : Anna
- Matthew Kimbrough (VF : Antoine Tome) : Matt, le barman
- David Brisbin (VF : Jean-Yves Chatelais) : Dr. Jaffe
- William Lucking (VF : Jean-Yves Chatelais) : Bob Linwood
- Wade Williams (VF : Jean-Yves Chatelais) : Ted Daniels
- Erin Brockovich-Ellis : Julia, la serveuse (caméo)
- Edward L. Masry (en) : le client dans le restaurant, derrière Erin Brockovich et ses enfants quand ils sont servis par Julia (caméo non crédité)

## Production

### Genèse et développement
Le projet démarre via la kinésithérapeute de la productrice Carla Santos Shamberg qui parle à cette dernière de son amie Erin Brockovich-Ellis. Carla Santos Shamberg explique : « Quand mon kiné m'a parlé de son amie Erin, je n'en ai pas cru mes oreilles. Cette femme, divorcée deux fois, ayant trois jeunes enfants à charge, sans ressources, sans aucun diplôme, avait réussi seule à porter ce cas devant la justice et à faire triompher le droit. J'ai vu en elle une parfaite héroïne de notre époque… ». Erin Brockovich-Ellis vend ensuite les droits de son histoire à Universal Pictures pour 100 000 $. Steven Soderbergh est séduit par le script de Susannah Grant et par son approche linéaire, une caractéristique souvent absente de ses précédents films. Il raconte : « J'ai effectivement adoré l'histoire. Le scénario était très progressif, centré sur les personnages et l'interprétation, et il y avait un personnage féminin d'une trempe hors du commun dans chaque scène du film. Je n'avais encore jamais fait un film de ce genre et cela m'attirait ». Richard LaGravenese interviendra ensuite sur le scénario comme script doctor.
Avec ce film, Julia Roberts reçoit un salaire très important, faisant d'elle la première actrice à dépasser la barre des 20 millions de dollars pour un film. Le réalisateur pense qu'elle était le meilleur choix pour le rôle : « Le rôle lui correspond en tous point, il exige tous les points forts qui font de Julia une comédienne hors du commun. Il y a chez elle quelque chose d'indomptable, rien ne peut l'abattre. Elle a cette spontanéité, ce charme adossé à cette inébranlable volonté. Le personnage permettait de donner libre cours à cet aspect de son caractère. »
Albert Finney a d'abord refusé le rôle d'Edward Masry. Danny DeVito, producteur du film, a réussi à le convaincre via sa petite-amie. La production mettra en avant un planning avantageux pour l'acteur, avec toutes ses scènes tournées en quelques jours.
La véritable Erin Brockovich-Ellis apparait dans le film. Elle incarne Julia, la serveuse. Par ailleurs, le vrai Edward L. Masry (en) apparait dans cette même séquence dans le rôle d'un client du restaurant, derrière Erin Brockovich.

### Tournage
Le tournage a eu lieu en Californie, notamment à Hinkley, Barstow, dans les studios de Ventura et les Iron Horse Studios, à Baker, Boron, à Oxnard et à Los Angeles (North Hollywood, Westwood).
Edward Lachman officie comme directeur de la photographie sur ce film. Après cela, Steven Soderbergh s'en chargera lui-même sur tous ces projets suivants, sous le pseudonyme de Peter Andrews (hommage à son père).

## Bande originale
La musique du film est composée par Thomas Newman. On y retrouve aussi deux chansons de Sheryl Crow.
Liste des titres
1. Useless - 1:13
2. Xerox - 0:45
3. Pro Bono - 1:10
4. Classifieds - 1:29
5. Annabelle - 0:46
6. On the Plume - 1:21
7. Chicken Fat Lady - 1:00
8. Lymphocytes - 0:55
9. Miss Wichita - 2:10
10. Two Wrong Feet - 1:27
11. What About You - 1:09
12. Redemption Day - 4:28 (interprété par Sheryl Crow)
13. Chromium 6 - 0:44
14. Malign - 2:40
15. Holding Ponds - 1:21
16. No Colon - 1:18
17. Occasional Tombstones - 1:07
18. Xerox Copy - 0:46
19. Technically a Woman - 0:48
20. Water Board - 1:07
21. 333 Million - 1:18
22. Hinkley Reverse Mix - 1:23
23. Everyday Is a Winding Road - 4:32 (interprétée par Sheryl Crow)

## Accueil

### Accueil critique
Sur l'agrégateur américain Rotten Tomatoes, le film récolte 84 % d'opinions favorables pour 145 critiques. Sur Metacritic, il obtient une note moyenne de 73⁄100 pour 36 critiques.
En France, le site Allociné propose une note moyenne de 4,1⁄5 à partir de l'interprétation de critiques provenant de 19 titres de presse.

### Box-office
Le film est un succès commercial, avec plus de 250 millions de dollars de recettes, pour un budget de 52 millions. En France, il dépasse les 2,5 millions de spectateurs en salles (soit le 14e meilleur film au box-office annuel français). Aux États-Unis et au Canada, il est le 13e meilleur film au box-office de l'année 2000.
| Pays ou région    | Box-office        | Date d'arrêt du box-office | Nombre de semaines |
| ----------------- | ----------------- | -------------------------- | ------------------ |
| États-Unis Canada | 125 595 205 $     | 17 août 2000               | 22                 |
| France            | 2 570 294 entrées | -                          | -                  |
| Total mondial     | 256 271 286 $     | -                          | -                  |

## Distinctions principales
Source et distinctions complètes : Internet Movie Database

### Récompenses
- BMI Film & TV Awards 2000 : BMI Film Music Award pour Thomas Newman
- Oscars 2001 : meilleure actrice pour Julia Roberts
- BAFTA Awards 2001 : meilleure actrice pour Julia Roberts
- AFI Awards 2001 : film de l'année
- Golden Globes 2001 : meilleure actrice dans un film dramatique pour Julia Roberts

### Nominations
- Oscars 2001 : meilleur film, meilleure actrice pour Julia Roberts, meilleur second rôle masculin pour Albert Finney, meilleur réalisateur pour Steven Soderbergh[Note 2] et meilleur scénario original pour Susannah Grant
- Golden Globes 2001 : meilleur réalisateur, meilleur film dramatique, meilleur second rôle masculin pour Albert Finney
- BAFTA Awards 2001 : meilleur film, meilleur montage pour Anne V. Coates, meilleur second rôle masculin pour Albert Finney, meilleur scénario original pour Susannah Grant, meilleur réalisateur pour Steven Soderbergh
- Empire Awards 2001 : meilleure actrice pour Julia Roberts

## Postérité
Un épisode de la série Les Simpson intitulé La Chasse au sucre (diffusé en 2002) met en scène Homer Simpson furieux contre Marge qui vient de faire interdire le sucre à Springfield, il l'appelle « Erin Cretinovitch ».
Le personnage principal figure à la 31e place du classement des meilleurs héros du cinéma américain par l'American Film Institute (AFI's 100 Years... 100 Heroes and Villains). Le film figure par ailleurs à la 73e place du classement AFI's 100 Years... 100 Cheers des 100 films américains les plus stimulants (dans le sens "qui remontent le moral").
Le personnage interprété par Julia Roberts a inspiré vingt ans plus tard la française Isabelle Huppert, dans un rôle de type similaire, au centre du film La Syndicaliste, sorti le 1er mars 2023 au cinéma, qui raconte les efforts d'une autre lanceuse d'alerte, professeure d'anglais dans une filiale d'Areva, leader mondial de l'industrie nucléaire et responsable syndicale de la CFDT, élue en 2004 secrétaire du comité de groupe européen d'Areva, avec qui elle a mené un combat pour tenter de sauver l'entreprise de dangereux transferts de technologie vers la Chine, en alertant la presse et les politiques pendant des mois, puis en étant contrainte de se battre pour défendre son propre honneur.